# Abel de Lespinasse
Abel de Lespinasse est un homme politique français né et décédé à une date inconnue.
Prieur titulaire de Saint-Pierre-le-Moûtier (Nièvre), il est député suppléant pour le clergé aux États généraux de 1789. Il est admis à siéger le 29 août 1789. Son mandat a pris fin le 30 septembre 1791.

## Sources
- « Abel de Lespinasse », dans Adolphe Robert et Gaston Cougny, Dictionnaire des parlementaires français, Edgar Bourloton, 1889-1891 [détail de l’édition]